# Площадь Анкары
Площадь Анкары́ (укр. Площа Анкари) — площадь в Киеве, находится в Деснянском районе (Вигуровщина-Троещина). Расположена на пересечении улицы Сержа Лифаря и проспекта Червоной Калины. Название в честь города-побратима Киева — Анкары, столицы Турции — с 2003 года.
Торжественная церемония открытия площади Анкары состоялась 2 апреля 2004 года с участием Киевского городского главы Александра Омельченко и главы администрации Деснянского района Виктора Лаги в рамках визита на Украину премьер-министра Турецкой Республики Реджепа Тайипа Эрдогана. Во время торжеств на площади установлен памятный знак с надписями на украинском и турецком языках.

## Транспорт
- Автобусы 61, 98, 114
- Троллейбус 30, 31, 47. 50, 50-к
- Маршрутное такси 180, 192, 221, 222, 405, 414, 418, 434, 478, 485, 504, 509, 528, 529, 550, 590-Д, 597, 598-Д
- Станция метро «Дарница» (7,9 км)
- Станция метро «Почайна» (9,6 км)